# Moemedi Moatlhaping
Moemedi Moatlhaping (ur. 14 lipca 1985 w Moshupie) – piłkarz botswański grający na pozycji ofensywnego pomocnika. Od 2019 roku jest piłkarzem klubu Mochudi Centre Chiefs SC.

## Kariera klubowa
Karierę piłkarską Moatlhaping rozpoczął w klubie Township Rollers z miasta Gaborone. W jego barwach zadebiutował w 2003 roku w botswańskiej Premier League. Z klubem tym wywalczył mistrzostwo Botswany w 2005 roku oraz zdobył Challenge Cup (2005) i Charity Cup (2004, 2006). W sezonie 2006/2007 był wypożyczony do południowoafrykańskiego Silver Stars.
W 2008 roku Moatlhaping przeszedł do Mochudi Centre Chiefs SC. Następnie grał w: Bay United FC (2011-2012), Gaborone United (2012-2014), Extension Gunners FC (2014-2016), Sharps Shooting Stars FC (2016-2018), Notwane FC (2018), Digodi Mmankgodi (2019), a w 2019 wrócił do Mochudi Centre Chiefs.

## Kariera reprezentacyjna
W reprezentacji Botswany Moatlhaping zadebiutował 5 czerwca 2004 roku w przegranym 1:4 meczu eliminacji do MŚ 2006 z Tunezją. W 2012 roku został powołany do kadry na Puchar Narodów Afryki 2012. Od 2004 do 2013 rozegrał w kadrze narodowej 50 meczów i strzelił 8 goli.